# Saint-Alban-en-Montagne
Saint-Alban-en-Montagne ist eine französische Gemeinde im Département Ardèche in der Region Auvergne-Rhône-Alpes. Sie gehört zum Kanton Haute-Ardèche und zum Arrondissement Largentière. Sie grenzt im Westen und im Norden an Lespéron, im Nordosten an Lavillatte, im Südosten an Le Plagnal und im Süden an Cellier-du-Luc.

## Bevölkerungsentwicklung
| Jahr                       | 1962 | 1968 | 1975 | 1982 | 1990 | 1999 | 2008 | 2014 |
| -------------------------- | ---- | ---- | ---- | ---- | ---- | ---- | ---- | ---- |
| Einwohner                  | 167  | 123  | 109  | 96   | 80   | 72   | 73   | 84   |
| Quellen: Cassini und INSEE |      |      |      |      |      |      |      |      |